# Copa del Rey de rugby 2021-22
La Copa del Rey de rugby 2021-22 fue la edición número 89 de este torneo. SilverStorm El Salvador venció al Club de Rugby Ciencias 27-26, en la final disputada en el Estadio de La Cartuja de Sevilla. 

## Formato
Por sorteo se crearon 4 grupos de 3 equipos entre los 12 equipos participantes en la División de Honor de rugby 2021-22. Los partidos de cuartos de final correspondían a diversas jornadas de la temporada 2021-22 de la División de Honor.

## Cuartos de final

### Grupo 1
| Pos. | Equipo                | Partidos | Partidos | Partidos  | Partidos | Partidos | Tantos  | Tantos    | Tantos | Ensayos | Ensayos   | Ensayos | Puntos |
| Pos. | Equipo                | Jugados  | Ganados  | Empatados | Perdidos | Bonus    | A favor | En contra | Dif    | A favor | En contra | Dif     | Puntos |
| ---- | --------------------- | -------- | -------- | --------- | -------- | -------- | ------- | --------- | ------ | ------- | --------- | ------- | ------ |
| 1    | C. R. El Salvador     | 2        | 2        | 0         | 0        | 0        | 33      | 30        | +3     | 3       | 4         | -1      | 4      |
| 2    | F. C. Barcelona Rugby | 2        | 1        | 0         | 1        | 1        | 30      | 33        | -3     | 4       | 3         | +1      | 1      |
| 3    | C. R. La Vila         | 2        | 0        | 0         | 2        | 0        | 0       | 0         | 0      | 0       | 0         | 0       | 0      |

#### Partidos
| 10 de octubre de 2021 | F. C. Barcelona Rugby | 30 – 33 | C. R. El Salvador | La Teixonera, Barcelona   |                           |
|                       |                       | Reporte |                   | Árbitro(s): Pedro Montoya | Árbitro(s): Pedro Montoya |

| 28 de noviembre de 2021 | C. R. La Vila | 31 – 43 | F. C. Barcelona Rugby | El Pantano, Villajoyosa |  |

| 13 de febrero de 2022 | C. R. El Salvador | 33 – 10 | C. R. La Vila | Campos de Pepe Rojo, Valladolid |  |

### Grupo 2
| Pos. | Equipo                   | Partidos | Partidos | Partidos  | Partidos | Partidos | Tantos  | Tantos    | Tantos | Ensayos | Ensayos   | Ensayos | Puntos |
| Pos. | Equipo                   | Jugados  | Ganados  | Empatados | Perdidos | Bonus    | A favor | En contra | Dif    | A favor | En contra | Dif     | Puntos |
| ---- | ------------------------ | -------- | -------- | --------- | -------- | -------- | ------- | --------- | ------ | ------- | --------- | ------- | ------ |
| 1    | AMPO Ordizia RE          | 2        | 2        | 0         | 0        | 1        | 34      | 12        | +22    | 4       | 0         | +4      | 5      |
| 2    | VRAC Quesos Entrepinares | 2        | 1        | 0         | 1        | 0        | 0       | 0         | 0      | 0       | 0         | 0       | 0      |
| 3    | C. P. Les Abelles        | 2        | 0        | 0         | 2        | 0        | 12      | 34        | -22    | 0       | 4         | -4      | 0      |

#### Partidos
| 10 de octubre de 2021 | AMPO Ordizia RE | 34 – 12 | C. P. Les Abelles | Estadio Altamira, Ordizia  |                            |
|                       |                 | Reporte |                   | Árbitro(s): Luis Fernández | Árbitro(s): Luis Fernández |

| 28 de noviembre de 2021 | VRAC Quesos Entrepinares | 13 – 25 | AMPO Ordizia RE | Campos de Pepe Rojo, Valladolid |  |

| 9 de enero de 2022 | C. P. Les Abelles | 27 – 38 | VRAC Quesos Entrepinares | Polideportivo de Quatre Carreres, Valencia |  |

### Grupo 3
| Pos. | Equipo               | Partidos | Partidos | Partidos  | Partidos | Partidos | Tantos  | Tantos    | Tantos | Ensayos | Ensayos   | Ensayos | Puntos |
| Pos. | Equipo               | Jugados  | Ganados  | Empatados | Perdidos | Bonus    | A favor | En contra | Dif    | A favor | En contra | Dif     | Puntos |
| ---- | -------------------- | -------- | -------- | --------- | -------- | -------- | ------- | --------- | ------ | ------- | --------- | ------- | ------ |
| 1    | Lexus Alcobendas     | 2        | 2        | 0         | 0        | 0        | 0       | 0         | 0      | 0       | 0         | 0       | 0      |
| 2    | U. E. Santboiana     | 2        | 1        | 0         | 1        | 0        | 0       | 0         | 0      | 0       | 0         | 0       | 0      |
| 3    | Complutense Cisneros | 2        | 0        | 0         | 2        | 0        | 0       | 0         | 0      | 0       | 0         | 0       | 0      |

#### Partidos
| 28 de noviembre de 2021 | Complutense Cisneros | 13 – 36 | Lexus Alcobendas | Estadio Nacional Complutense, Madrid |  |

| 9 de enero de 2022 | Lexus Alcobendas | 39 – 13 | U. E. Santboiana | Las Terrazas, Alcobendas |  |

| 15 de enero de 2022 | U. E. Santboiana | 38 – 26 | Complutense Cisneros | Estadi Baldiri Aleu, San Baudilio de Llobregat |  |

### Grupo 4
| Pos. | Equipo               | Partidos | Partidos | Partidos  | Partidos | Partidos | Tantos  | Tantos    | Tantos | Ensayos | Ensayos   | Ensayos | Puntos |
| Pos. | Equipo               | Jugados  | Ganados  | Empatados | Perdidos | Bonus    | A favor | En contra | Dif    | A favor | En contra | Dif     | Puntos |
| ---- | -------------------- | -------- | -------- | --------- | -------- | -------- | ------- | --------- | ------ | ------- | --------- | ------- | ------ |
| 1    | C. R. Ciencias       | 2        | 1        | 1         | 0        | 0        | 0       | 0         | 0      | 0       | 0         | 0       | 0      |
| 2    | UBU Recoletas Burgos | 2        | 1        | 1         | 0        | 0        | 0       | 0         | 0      | 0       | 0         | 0       | 0      |
| 3    | Gernika RT           | 2        | 0        | 0         | 2        | 0        | 0       | 0         | 0      | 0       | 0         | 0       | 0      |

#### Partidos
| 28 de noviembre de 2021 | UBU Recoletas Burgos | 20 – 20 | C. R. Ciencias | San Amaro, Burgos         |  |
|                         |                      |         |                | Árbitro(s): Sr. Fernández |  |

| 9 de enero de 2022 | C. R. Ciencias | 45 – 15 | Gernika RT | Instalaciones Deportivas La Cartuja, Sevilla |  |
|                    |                |         |            | Árbitro(s): Sr. Santoro                      |  |

| 16 de enero de 2022 | Gernika RT | 17 – 33 | UBU Recoletas Burgos | Urbieta, Guernica y Luno |  |
|                     |            |         |                      | Árbitro(s): Sr. Castro   |  |

## Playoffs
|  | Semifinales          | Semifinales          |             |          | Final                    | Final                    |  |
|  | 2/3 de abril de 2022 | 2/3 de abril de 2022 |             |          | 25 de septiembre de 2022 | 25 de septiembre de 2022 |  |
|  |                      |                      |             |          |                          |                          |  |
|  |                      |                      |             |          |                          |                          |  |
|  | Alcobendas           | 23                   |             |          |                          |                          |  |
|  | Alcobendas           | 23                   |             |          |                          |                          |  |
|  | Ciencias             | 18                   |             |          |                          |                          |  |
|  | Ciencias             | 18                   |             | Ciencias | 26                       |                          |  |
|  |                      |                      |             | Ciencias | 26                       |                          |  |
|  |                      |                      | El Salvador | 27       |                          |                          |  |
|  | Ordizia              | 16                   | El Salvador | 27       |                          |                          |  |
|  | Ordizia              | 16                   |             |          |                          |                          |  |
|  | El Salvador          | 23                   |             |          |                          |                          |  |
|  | El Salvador          | 23                   |             |          |                          |                          |  |
|  |                      |                      |             |          |                          |                          |  |

El Club Alcobendas Rugby es descalificado y descendido de categoría por la alienación indebida de un jugador que no podía ser seleccionado por España. 